# Phare de Cedar Island
Le phare de Cedar Island (en anglais : Cedar Island Light), est un phare situé dans Cedar Point County Park (en), un parc de East Hampton sur Long Island, dans le comté de Suffolk (Grand New York-État de New York).
Il est inscrit au Registre national des lieux historiques depuis le 18 avril 2003 sous le n° 3000248.

## Histoire
Le phare d'origine en granit a été mis hors service en 1934 et remplacé par un feu automatique sur une tourelle en acier à claire-voie au niveau du brise-lames.
L'ancien phare, construit dans le style italianisant, est inscrit au registre national des lieux historiques. L'ancienne île de Cedar a été reliée au continent depuis 1938, au nord-est de Sag Harbor,  et est accessible par une randonnée d'environ 2.5 km.

## Description
L'ancien phare  est une tour quadrangulaire en granit, avec galerie et lanterne de 12 m de haut, s'élevant au coin d'une maison de gardien de deux étages. Un incendie a ravagé son intérieur en 1974 et a été restauré en 2016.
Le feu à éclats du phare actuel émet, à une hauteur focale de 17 m, un flash vert de 0.6 seconde par période de 4 secondes. Sa portée est de 5 milles nautiques (environ 9.5 km).

## Caractéristiques dufeu maritime
Fréquence :  4 secondes (G)
- Lumière : 0.6 seconde
- Obscurité : 3.4 secondes

Identifiant : ARLHS : USA-147 ; USCG : 1-28245 - Admiralty : J0702 .

### Lien connexe
- Liste des phares de l'État de New York